# Saussurea scaposa
Saussurea scaposa là một loài thực vật có hoa trong họ Cúc. Loài này được Franch. & Sav. miêu tả khoa học đầu tiên năm 1879.